# 허화평
허화평(許和平, 1937년 10월 15일 ~ )은 대한민국의 군인, 정치인, 사회평론가, 시민사회단체인이다.
육군사관학교를 졸업하고 소위로 임관된 뒤 19년간 군인으로 복무하였다.
허삼수, 장세동, 허문도 등과 함께 전두환의 최측근 중 한 사람으로 전두환·노태우과 함께 12·12 쿠데타에 참여하였다.
제5공화국 출범 직후 연좌제 폐지, 학생 두발 자율화, 불법 과외 금지, 야간 통행금지령(통금령) 폐지를 기획하여 성사시켰다.
1961년 육군사관학교를 졸업하고 육군 소위로 임관하였으며, 베트남 전쟁에 참전하였다.
육군 준장으로 예편한 후 대통령 비서실 보좌관, 정무수석비서관 등을 지냈으며, 두발자율화와 연좌제 폐지를 주도하고, '장영자 사건' 엄벌을 주장하였다.
1983년 도미한 후 미국 헤리티지 연구소 객원연구원과 수석연구원을 지냈으며, 5공 이후 1988년 현대사회연구소 소장 등으로 활동하였다.
1992년 제14대 국회의원, 1996년 제15대 국회의원을 연임하였다.
제5공화국 실세의 한 사람으로도 불렸다.

## 생애

### 생애 초기
1937년 10월 15일 경상북도 영일군 장기면 계원리에서 출생하였다.
본관은 김해(金海)다. 자는 봉우(鳳宇), 호는 우민(佑民)이다.
경상북도 영일군 포항읍 용흥리에서 성장하였으며 그 일대는 그의 일가가 사는 집성촌이었다.
포항국민학교와 포항중학교, 포항고등학교를 졸업했다.
1961년 2월 육군사관학교를 17기로 졸업하고 1961년 3월 육군 소위로 임관하였으며 군사주특기는 정보 병과였다.
그 후 1976년 육군대학을 수료하였다.

### 군 생활

#### 장교 복무
육군 제15보병사단 수색중대 소대장과 육군 제1군단 작전처 교육장교를 거쳐 1963년 제1공수특전단 게릴라전 교관을 역임했다.
당시 그의 계급은 중위였고 이때 그는 소령이었던 전두환을 처음 만나게 되었다.
베트남 전쟁에 파병되었다가 귀국한 후 1968년 보안사령부에 배속되었다가 이후 육군 제9보병사단 대대장, 1977년 육군 제9보병사단 작전참모, 정보사령부 특검단 검열담당관, 1979년 국군 보안사령관 비서실장 등을 지냈다.
군내 사조직 '하나회'의 구성원이기도 하였다.

#### 12.12 쿠데타
전두환, 노태우 등을 중심으로 한 군내 사조직인 하나회의 회원으로서 1979년 3월 육군 대령으로 재직 중 전두환 보안사령관 비서실장을 역임하였으며, 10.26 사태 이후 전두환을 도와 박정희 전 대통령 시해범 수사를 지원하였다.
같은 해 12월 신군부를 중심으로 한 12·12 쿠데타에 가담했는데, 대통령의 재가 없이 직속 상관을 무력으로 불법 체포한 명백한 하극상이이었다.
1979년 10월 26일 박정희 대통령 시해 직후, 노재현 국방장관은 김재규 중앙정보부장이 범인임을 확인하고 즉시 전두환 보안사령관에게 김재규의 신병 확보를 지시하였으며, 전두환은 이미 사태를 감지하고 육군본부에 임시지휘소를 설치해 대비하고 있었다. 박정희가 ‘히든 카드’로 발탁한 전두환은 보안사령관 취임 후 허화평을 비서실장으로 기용하고, 정보기능을 복원하며, 유사시 합동수사본부장 겸직 구상을 통해 권한을 집중시켰고, 이는 훗날 12·12 쿠데타의 기초가 되었다. 전두환은 박정희 시신 앞에서 김재규 처벌을 다짐한 후, 정승화 육군참모총장의 지시에 따라 허화평·오일랑·김진기 등과 협력하여 김재규 체포를 단행하였다. 체포 당시 오일랑 중령은 위장된 작전을 통해 무장한 김재규를 무력화하고 정동 안가로 이송했으며, 허화평은 김재규와 대면하여 그의 위세와 위협적 발언을 청취하였다. 김재규는 이후 서빙고 분실로 이송되어 이학봉 중령의 수사 아래 단독범행을 자백하였으나, 수사 과정에서 정승화 총장도 사건 직후 현장에 있었다고 진술하였고, 이 진술은 전두환이 정승화에 대한 의심을 품게 되는 계기가 되었다. 이러한 일련의 과정은 전두환이 10·26 이후 국가비상사태를 주도하고, 10월 28일 전국 생중계된 기자회견에서 중간수사 결과를 발표하며 대중 앞에 처음 모습을 드러낸 순간까지 이어졌으며, 이날의 강렬한 인상은 그를 ‘박정희의 양아들’로 각인시키는 계기가 되었다. 이 사건에는 김재규 외에 정승화, 노재현, 오일랑, 김진기, 이학봉, 차지철 등 현대사 핵심 인물들이 직접적으로 관련되어 있다.
그 뒤 1980년 9월 9일 대통령 보좌관이 되고, 육군 준장으로 예편하였다.
12.12 쿠데타와 5.17 비상 계엄 시기에 허삼수, 장세동, 허문도하고 함께 전두환을 최측근에서 보좌하였다.

## 저서
- 《경제 민주화를 비판하다》(도서출판 기파랑, 2014)
- 《가장 근원적인 것에 대하여:허화평의 개헌청원론》(도서출판 인간사랑, 2011)
- 《이념은 날개가 아니다》(도서출판 새로운사람들, 2007)
- 《지도력의 위기 1,2》(도서출판 새로운사람들, 2002)
- 《허화평 - 굽은 길도 바로간다》(도서출판 새로운사람들, 1998)
- 강준만, 한국현대사산책:1980년대편 1 (인물과 사상사, 2006)

## 상훈 경력
- 보국훈장 삼일장
- 충무무공훈장[4]

## 학력
- 1950년 포항국민학교 졸업
- 1953년 포항중학교 졸업
- 1956년 포항고등학교 졸업
- 1961년 대한민국 육군사관학교 17기 학사
- 1963년 대한민국 육군기갑학교 졸업
- 1963년 미국 육군야전포병학교 졸업
- 1964년 대한민국 육군포병학교 졸업
- 1965년 대한민국 육군보병학교 졸업
- 1976년 대한민국 육군대학 졸업
- 1978년 대한민국 국방대학교 행정학사 23기

## 평가
제5공화국 출범 전 허화평은 허삼수 보안사령부 인사처장, 이학봉 보안사령부 대공처장 등과 함께 '보안사 3인방'으로 불렸으며, 전두환의 집권 시나리오를 그린 것으로 알려졌다.
그러나 전두환 본인은 집권 계획이 없었다고 주장했다.
다만 5·18 광주 민주화 운동 직후 혼란이 오게 되고 다들 전두환의 등을 떠밀어서 5공화국이 출범했다고 했다.
그러나 이는 하극상을 일으킨 타락한 군인의 변명일 뿐, 허화평을 포함한 하나회 12·12 군사 반란 세력들은 상관인 정승화 육참총장을 대통령의 사전 동의 없이 체포하는 것을 계기로 정국의 주도권을 장악하고, 민주화를 요구하는 광주시민들을 무력으로 진압하는 만행을 저질렀다.
정권을 찬탈한 뒤에는 기업인들로부터 정치자금을 갈취하거나 혈세를 개인적으로 유용하는 등 비리도 심각하여, 전두환 등은 법원으로부터 2205억 원으로 추징금을 선고 받기도 하였다.
5공 세력들의 일련의 악행들은 역사적 고증을 거쳐 MBC 드라마 '제5공화국'으로 방영되기도 하였다.

## 12·12 사건에 관한 평가

### 긍정적 평가

#### 블랙홀 상황[5]
허화평이 10·26과 12·12과 관련한 고백을 하는 가운데 본인의 주장이다.
... 나는 생각한다. 비록 ‘정치 재판’을 받았지만 그렇다고 역사적 평가마저 재판의 결과와 같다고는 믿지 않는다. 적어도 훗날 제대로 된 역사적 기술이 이뤄지리라 확신한다.
...
12·12 사태와 관련, 정승화 쪽은 “정승화가 전두환 사령관을 강원도 ‘동해 경비사령관’으로 좌천(左遷)시키려는 것을 눈치채고, 선수를 쳐 정승화를 납치했다”고 주장했다. 그런데 당시 국내 모든 정보를 다루는 보안사조차 그런 얘기를 들은 적이 없다.
... 우리가 전방을 지키던 9사단 병력 일부를 뺀 것을 두고 미8군이 불만을 토로했다. 9사단 1연대는 미8군의 통제를 받고 있었기 때문이다. 하지만 당시 상황은 죽기 아니면 살기인데, 가능하고 안 하고가 없었다. 일종의 블랙홀 상황이었다.
...
- 2012년 3월 월간조선 허화평 前 대통령 정무수석 -

### 부정적 평가

#### 치밀한 쿠데타 계획[6]
장태완 수방사 사령관이 12월 13일 보안사 서빙고 분실로 끌려가 1980년 2월 5일 오후 4시경 몸무게가 70kg에서 58kg으로 줄어든 상태로 서빙고 분실장실에서 전두환을 만난다.
장태완: “나야 이래저래 죽을 놈인데 건강 같은 것이 무슨 문제겠소. 전 장군, 수도경비사령관으로서 내 임무를 어떻게 수행해야 하오?”
전두환: “정승화 장군이 김재규 사건과 관련이 있는데도 조사에 불응하기 때문에 군 발전을 위해서 정 총장님께 가서 총장직을 내놓고 약 6개월 정도 댁에서 쉬고 계시면 대사나 장관, 그보다 더한 자리를 보장해 드릴 것을 설득하려고 했습니다.”
장태완 장군은 그때 “이 친구들이 쿠데타 계획을 치밀하게 짰구나”라고 느꼈다고 한다.
- 2010년 1월 월간조선 장태완 전 수도경비사령관 -

## 기타
허화평은 김대중과 김영삼이 없었다면 5공화국은 탄생하지 않았을 것이라고 주장하였다.
"박정희라는 절대 권력자가 쓰러지자 YS와 DJ는 자기들 세상이 왔다고 생각하며 최규하 정권을 유신의 잔당으로 얕잡아 봤다, 무정부주의를 구사한 그들이 최규하 정부를 너무 압박해 군부가 나서지 않을 수 없었다"며 "YS와 DJ가 욕심 내지 않았다면 5공은 탄생하지 않았을것"이라며 12.12와 5.17 비상계엄의 불가피성을 역설하기도 했다.

## 논란
허화평은 "12.12 당시 자신은 군인이자 보안사령관 비서실장으로서 소임을 다 했을 뿐"이라고 밝혔다. 또한 그는 "광주사태 피해자들의 용서 없이는 사과도 없다"고 못박았다.
이 발언으로 진보적 성향의 시민단체들로부터 비난이 이어졌고 그가 가장 ‘청렴한 정부’라고 주장하는 5공화국 당시 대통령(전두환)은 1996년 1월에 5천억원대의 비자금을 관리했던 사실이 밝혀졌고 법원판결이난 추징금 2205억원중 1673억원을 아직도 납부하지 않은 상태다.

## 가계
- 배우자 : 김경희(金慶姬, 1943년 ~ )
  - 1남 2녀
- 동생 : 허화남

## 허화평을 연기한 배우
- 1995년 박병훈 : 제4공화국 MBC 드라마
- 1995년 이성용 : 코리아게이트 SBS 드라마
- 2005년 이진우 : 제5공화국 MBC 드라마
- 2023년 박훈 : 서울의 봄 영화[10]

## 같이 보기
| - 12·12 군사 정변 - 5·18 광주 민주화 운동 - 최규하 정부 - 제5공화국 - 전두환 - 노태우 - 허삼수 - 허문도 - 박정희 - 박희도 - 신현확 - 이희성 | - 5·17 비상 계엄 - 하나회 - 강창성 - 윤필용 - 정호용 - 박철언 - 장세동 - 장태완 - 정승화 - 최규하 - 황영시 | - 노신영 - 노재봉 - 신현확 |

## 역대 선거 결과
|  | 46.33% |

|  | 44.22% |

|  | 30.47% |

|  | 16.08% |

## 같이 보기
- 포항시 (선거구)
- 포항시 북구 (선거구)
- 포항시의 국회의원
- 포항시 북구의 국회의원
- 대한민국의 대통령비서실 수석비서관